# Offene Bauweise (Musikinstrumentenbau)

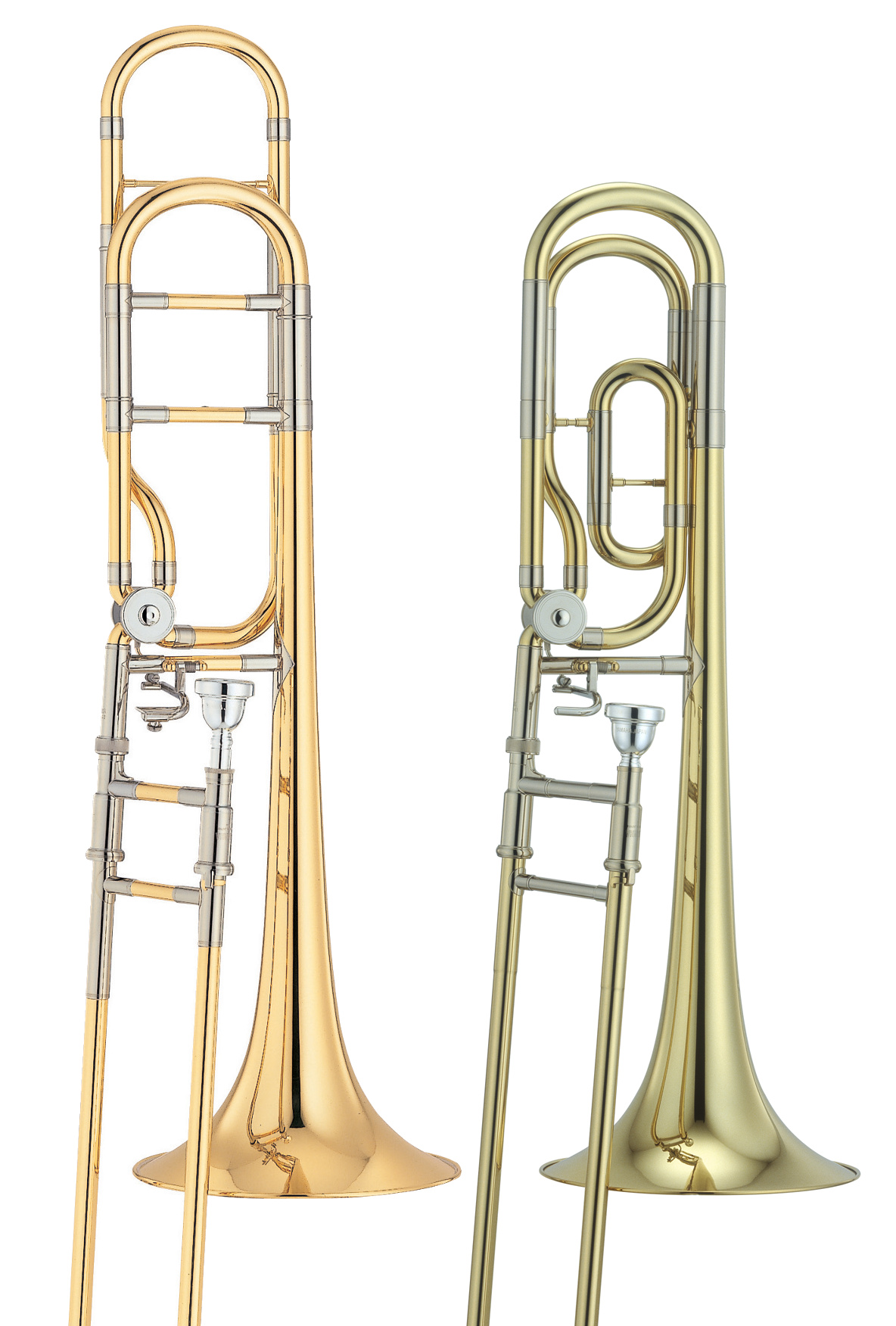
Vergleich zwischen zwei Tenorposaunen mit Quartventil: offene Bauweise (links), geschlossene Bauweise (rechts)

Der Begriff Offene Bauweise (auch open wrap) bezeichnet eine Bauart im Musikinstrumentenbau, im Speziellen bei der Posaune.
Um die Nachteile der geschlossenen Bauweise des Quartventilbogens bei einer Tenorbassposaune auszugleichen, wurde in den 1980er Jahren die offene Bauweise entwickelt. Dabei wird das Rohr des Ventilbogens in wenigen Schleifen möglichst geradlinig geführt. Dadurch sollen enge Radien bei der Benutzung des Quartventils vermieden werden, um einen möglichst widerstandslosen Luftfluss zu erreichen. Ein Nachteil dieser Bauweise ist, dass der Quartventilbogen über den Hauptstimmzug hinausragt, was das Instrument empfindlicher macht.